# Hiroyuki Miyasako
Hiroyuki Miyasako (宫迫博之, Miyasako Hiroyuki), né le 31 mars 1970 à Osaka est un acteur et humoriste japonais.

## Biographie
Hiroyuki Miyasako joue le boke du duo comique Ameagari Kesshitai. Il a remporté le prix du meilleur second rôle lors des 28e Hōchi Film Awards pour 13 kaidan et Wild Berries.

## Filmographie

### Cinéma
- 1998 : Scorpion: Double Venom 2 (サソリ 殺す天使, Sasori: Korosu tenshi?) de Ryōji Niimura
- 2003 : 13 kaidan (13階段?) de Masahiko Nagasawa
- 2003 : Wild Berries (蛇イチゴ, Hebi ichigo?) de Miwa Nishikawa
- 2004 : Casshern (キャシャーン, Kyashān?) de Kazuaki Kiriya
- 2004 : Kamikaze Girls (下妻物語, Shimotsuma monogatari?) de Tetsuya Nakashima : le père de Momoko
- 2005 : Tokyo Tower (東京タワー, Tōkyō tawā?) de Takashi Minamoto (ja)
- 2007 : Mōryō no hako (魍魎の匣?) de Masato Harada
- 2007 : Big Man Japan (大日本人, Dai Nippon-jin?) de Hitoshi Matsumoto
- 2008 : 20th Century Boys (20世紀少年, 20-seiki shōnen?) de Yukihiko Tsutsumi
- 2008 : Café Isobe (純喫茶磯辺, Jun kissa Isobe?) de Keisuke Yoshida
- 2009 : Warau keikan (笑う警官?) de Haruki Kadokawa
- 2010 : Saraba aishi no daitōryō (さらば愛しの大統領?) de Daisuke Shibata et Sando Katsura (ja)
- 2016 : Sukyanā: Kioku no kakera o yomu otoko (スキャナー 記憶のカケラをよむ男?) de Shūsuke Kaneko

### Télévision
- 2010 : Ryōmaden (龍馬伝?) (série télévisée)
- 2010 : Zettai reido (絶対零度?)

### Doublage
- 2006 : Yōkai ningen bemu (妖怪人間ベム?) (anime) : Doppleganger
- 2007 : Piano Forest (ピアノの森, Piano no mori?) de Masayuki Kojima : Sôsuke Ajino

## Distinctions
Sauf indication contraire, les informations mentionnées dans cette section peuvent être confirmées par la base de données cinématographiques IMDb,  présente dans la section « Liens externes ».
- 2003 : Hōchi Film Award du meilleur acteur dans un second rôle pour 13 kaidan et Wild Berries[2]
- 2004 : grand prix Sponichi du nouveau talent pour Wild Berries[3]
- 2004 : prix de la révélation de l'année pour 13 kaidan et Wild Berries au festival du film de Yokohama